# Eva Lootz
Eva Emma Lootz Pater (* 1940 in Wien) ist eine in Österreich geborene und in Spanien eingebürgerte Künstlerin.

## Leben und Werk
Eva Lootz studierte an der Universität Wien und an der Filmakademie Wien Philosophie, Bildende Kunst, Musikwissenschaft und Kinematografie. Ihre künstlerische Laufbahn gestaltete sich jedoch in Spanien, wohin sie 1965 übersiedelte. 1965 drehte sie ihren ersten Kurzfilm, Machem. Seit 1967 lebt sie in Madrid. Ihr Schaffen umfasst ein breites Spektrum von Genres, darin inbegriffen Gemälde, Grafiken, Installationen, Skulpturen, Fotografie und Videokunst. Sie arbeitet mit einer Vielzahl von Materialien, darunter Quecksilber, Kohle, Sand, Paraffin und Holz.
1973 gelang es ihr erstmals, ihre Arbeiten auf Ausstellungen zu präsentieren. Seitdem waren ihre Schöpfungen nicht nur in Spanien, sondern unter anderem auch in Schweden, Norwegen und Frankreich zu sehen. In den ersten Jahren war sie Dozentin an der Fakultät für Bildende Kunst in Cuenca. Seitdem leitete sie Kurse und Seminare an Hochschulen in Spanien, Schweden und den Vereinigten Staaten. 1977 gründete sie gemeinsam mit ihrem damaligen Lebensgefährten Adolfo Schlosser sowie Juan Navarro Baldeweg und anderen die experimentelle Kunstzeitschrift HUMO, von der allerdings nur eine Ausgabe erschien. 1981 erschien ein weiterer Kurzfilm von ihr mit dem Titel Oeste.
Ihre Arbeiten in den 1980er Jahren beschäftigten sich mit den „Orten der Materie“, den Stätten der Metallgewinnung wie Rio Tinto, Rodalquilar, Las Médulas und Almadén, der Steingewinnung auf Menorca, und der Salzgewinnung bei Torrevieja und der Trinkwasserversorgung durch den Canal de Isabel II. In der zweiten Hälfte jenes Jahrzehnts beschäftigte sich mit der Sprache, der Art und Weise, wie sie die Realität kodiert, und den kulturellen und unterbewusst geprägten Lesarten der Begriffe. Sie schuf dazu die Installationen ruta de la Seda (1986), primeros Circuitos (1986), Nit, deien (spanisch: Noche, decían, 1987), und Canon inverso (1987).
Die Installation A Farewell to Isaac Newton wurde zunächst 1994 in der South London Gallery ausgestellt und ging später in die Sammlung des museo extremeño e iberoamericano de arte contemporáneo (MEIAC) in Badajoz über. Ebenfalls im Jahr 1994 wurde sie mit dem Premio Nacional de Artes Plásticas ausgezeichnet.
In den Dekaden 1990 bis 2010 drehte Eva Lootz eine Anzahl Videos, darunter No es más que un pequeño agujero en mi pecho (2004) und Blind Spot (2005), Viajes de arena und Urdilde. Darüber hinaus schuf sie thematische Serien von Zeichnungen: Dibujos de palabras (1994), Mandalas de la sangre (1996–97), Pie hinchado (1997), Leche negra (1997), En la muerte de Gerda (1997), Grabados blancos (1998), Weddingshoes (1998), El diván etrusco (Volterra) (1998), La vérité est mieux que rien (Louise Bourgeois) (1999), Traumdeutung (2000), Fort-Da (Granada) (2000), Pies pesados, pan duro (2001), Agujeros y Entremanos (2001–2007), Lessons of touch (2003), Angry Drawings (2005–2006) und Ellas (María Zambrano) (2009). Die letztgenannte Serie befindet sich in der Sammlung des Museo Reina Sofía in Madrid.
In jenen Jahren schuf sie die Installationen Danaïdes (1991), Como el silencio de una gran orquesta (1995–1996), Tú y yo 1, Cuatro Caminos, Cascada (1996) und Berggasse 19. In den Installationen La madre se agita, Tú y yo 2, Voces para Zamora und La lengua de los pájaros bezog sie Stimmen und Naturgeräusche ein. Die Ausstellung La lengua de los pájaros organisierte das Museo Reina Sofía 2002 im Kristallpalast im Retiro-Park.
2012 thematisierte sie mit der Ausstellung Nudos im Circulo de Bellas Artes in Madrid ihre Sicht auf das Unterbewusste und die weibliche Subjektivität. Die Ausstellung umfasste Werke der jüngeren Vergangenheit, darunter drei ihrer Videos. Nudos, spanisch für Knoten, beruht auf dem Spiel, bei dem Knotenfiguren von Hand zu Hand weitergereicht werden und dabei komplexe Formen gebildet werden. Es wird in westlichen Gesellschaften hauptsächlich von Mädchen gespielt, ist aber  in sogenannten „primitiven“ Gesellschaften weiter verbreitet.
Im öffentlichen Raum schuf sie unter anderem die Werke NO-MA-DE-JA–DO anlässlich der Expo 92 in Sevilla, La mano de Lineo in Bohuslän (1996) und Endless Flow in Silkeborg, Dänemark (2002).
Mit der Ausstellung La canción de la tierra griff sie im Jahr 2016 ihr frühes Thema der Zerstörung der Erde durch die Ausbeutung von Rohstoffen wie Salz, Kupfer und Wasser wieder auf. Mit der Fotografie Ella vive en el traje que se está haciendo nahm sie 2018 an der Gruppenausstellung La NO comunidad teil, die von der Stadtverwaltung Madrid organisiert wurde. Motto der Ausstellung, an der rund 60 bekannte Künstlerinnen und Künstler teilnahmen, war eine Art von Essay über die Einsamkeit im Spätkapitalismus. Im selben Jahr war sie mit ihrer Reliefskulptur Sin título bei der Ausstellung El poder del arte vertreten, die anlässlich des 40. Jahrestages der spanischen Verfassung im Congreso de los Diputados und im Senado stattfand.
Das Museo Reina Sofía widmet ihr im Juni 2024 unter dem Titel Si aún quieres ver algo erneut eine Ausstellung. Vom Frühjahr 2024 bis Ende August ist in San Sebastián ihre Ausstellung Entrelazar, arrugar y seguir el hilo zu sehen, die anschließend in Córdoba gezeigt werden soll.

## Museen und Sammlungen
Eva Lootz’ Werke sind in einer Reihe öffentlicher und privater Sammlungen vertreten, darunter:
- Museo Reina Sofía, Madrid[3]
- Museu d’Art Contemporani de Barcelona[7]
- Artium Museoa, Vitoria-Gasteiz[10][4]
- Museo Patio Herreriano, Valladolid[40]
- Centro Atlántico de Arte Moderno, Las Palmas de Gran Canaria[41]
- Centro de Arte Caja de Burgos[42]
- Biblioteca Nacional, Madrid[9]
- Banco Exterior de España[20]
- Chase Manhattan Bank, New York City[9]
- Fundación Juan March, Palma de Mallorca[43]
- museo extremeño e iberoamericano de arte contemporáneo (MEIAC), Badajoz[18]

## Publikationen
- Eva Lootz: Lo visible es un metal Inestable. Hrsg.: Javier Arnaldo. Árdora Exprés, Madrid 2007, ISBN 978-84-88020-39-0.
- Eva Lootz: Nudos. Hrsg.: Círculo de Bellas Artes. Madrid 2012, ISBN 978-84-87619-98-4 (circulobellasartes.com [PDF; 3,9 MB]).
- Eva Lootz: Escultura negative sculpture. La Oficina De Arte, 2015, ISBN 978-84-941270-5-2.
- Chantal Maillard, Eva Lootz, José María Parreño, Isaias Griñolo, Juan Cobos Wilkins, Isabel Tejeda: La canción de la tierra. Ausstellungsband mit Begleittexten. Hrsg.: Ministerio de educación, cultura y deporte. 2016 (academia.edu [PDF]).

## Auszeichnungen
- 1994 Premio Nacional de Artes Plásticas[1][6]
- 2009 Premio Casa de la Moneda[44]
- 2009 Premio Tomás Francisco Prieto de Medallística[45]
- 2013 Premio Arte y Mecenazgo[46]